# Amerila
Amerila este un gen de insecte lepidoptere din familia Arctiidae.

## Galerie

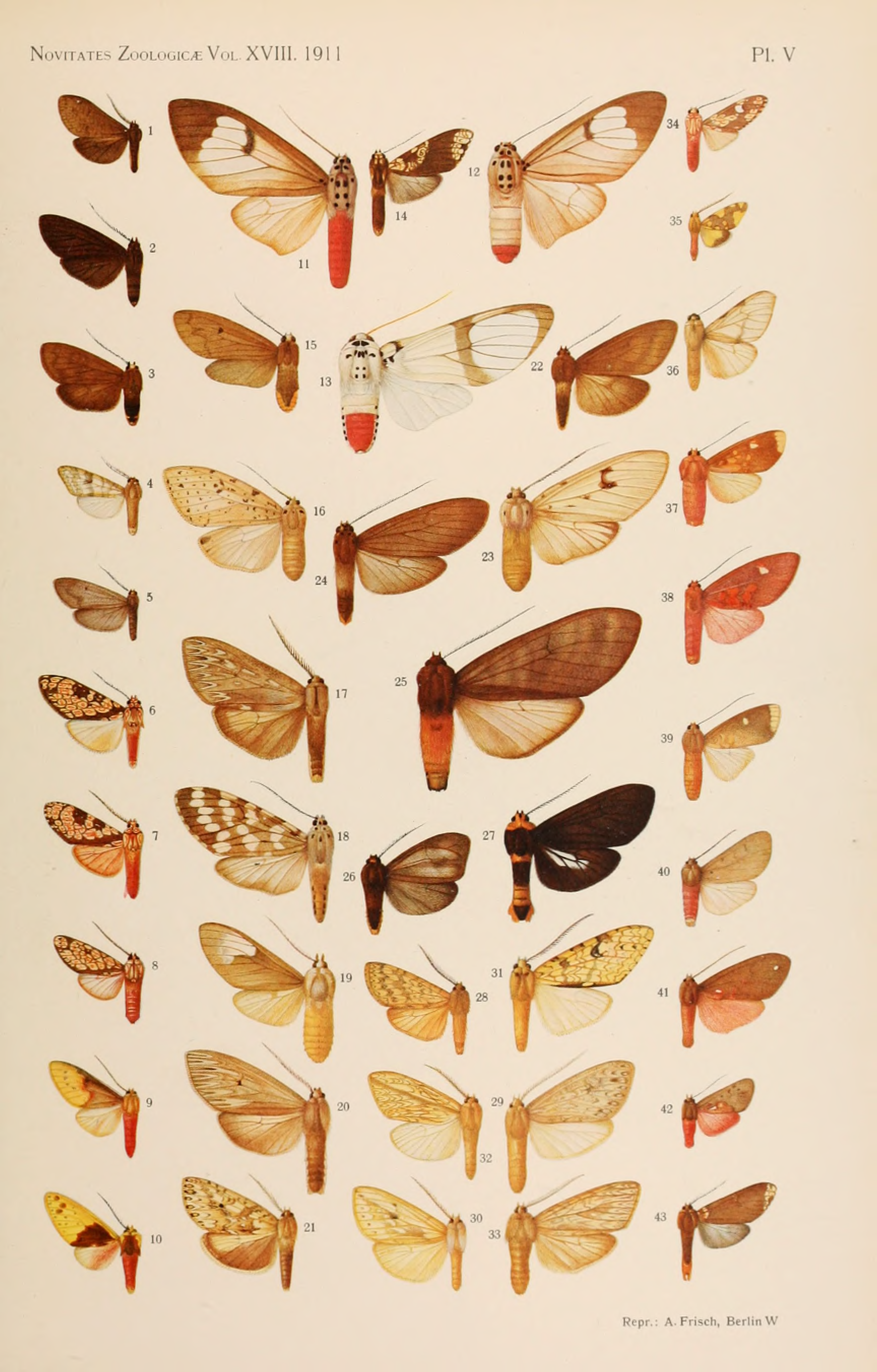
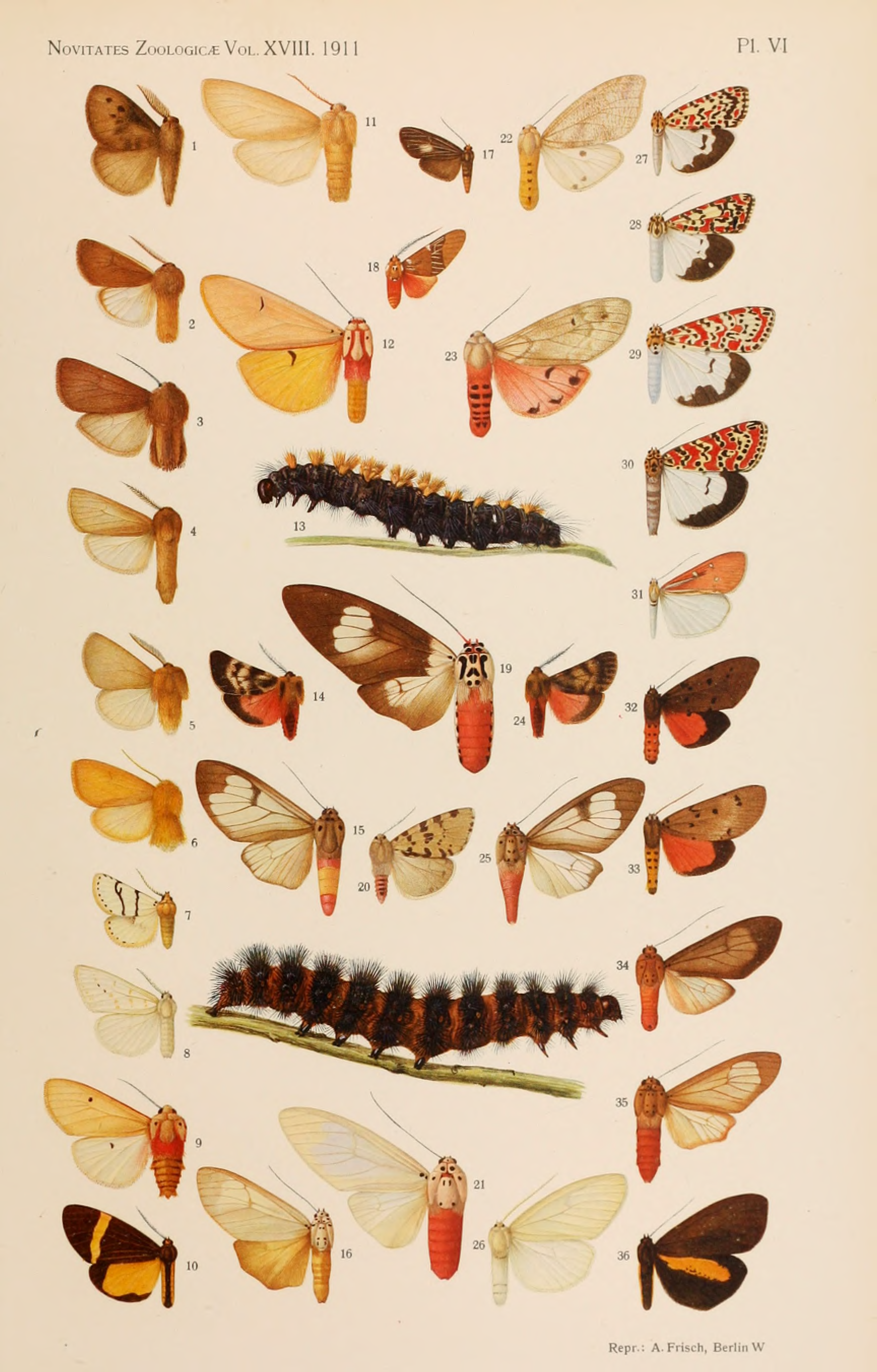

## Specii[1]
- Amerila abdominalis
- Amerila accra
- Amerila affinis
- Amerila alberti
- Amerila albivitrea
- Amerila aldabrensis
- Amerila androfusca
- Amerila arthusbertrand
- Amerila astraea
- Amerila astreus
- Amerila atrivena
- Amerila bakeri
- Amerila bauri
- Amerila bipartita
- Amerila brachyleuca
- Amerila brunnea
- Amerila bubo
- Amerila canara
- Amerila carneola
- Amerila castanea
- Amerila caudipennis
- Amerila cinyra
- Amerila communis
- Amerila crockeri
- Amerila crokeri
- Amerila curta
- Amerila curtisi
- Amerila dohertyi
- Amerila druryi
- Amerila erythropus
- Amerila eugenia
- Amerila femina
- Amerila fennia
- Amerila fraterna
- Amerila fumida
- Amerila fuscivena
- Amerila hainana
- Amerila howardi
- Amerila invidua
- Amerila kajana
- Amerila kiellandi
- Amerila lactea
- Amerila leucoptera
- Amerila lupia
- Amerila lurida
- Amerila luteibarba
- Amerila madagascariensis
- Amerila magnifica
- Amerila mauritia
- Amerila melanthus
- Amerila metasarca
- Amerila minor
- Amerila moorei
- Amerila myrrha
- Amerila nigricornis
- Amerila nigrivenosa
- Amerila nigroapicalis
- Amerila nigropunctata
- Amerila niveivitrea
- Amerila novaeguineae
- Amerila novobritannica
- Amerila omissa
- Amerila orientis
- Amerila pallens
- Amerila pallida
- Amerila pannosa
- Amerila papuana
- Amerila piepersi
- Amerila puella
- Amerila radama
- Amerila rhodopa
- Amerila roseibarba
- Amerila roseomarginata
- Amerila rothi
- Amerila rubondoi
- Amerila rubripes
- Amerila rufifemur
- Amerila rufitarsis
- Amerila saalmuelleri
- Amerila salomonis
- Amerila sanguinota
- Amerila sarconota
- Amerila saucia
- Amerila sericea
- Amerila simillima
- Amerila subleucoptera
- Amerila subvitrea
- Amerila syntomina
- Amerila thermochroa
- Amerila timolis
- Amerila uniformis
- Amerila vidua
- Amerila vitrea
- Amerila vitripennis